# Kelp
Kelpi (lat. Laminariales) su red velikih smeđih algi, koje žive u podvodnim "šumama" u plitkim dijelovima oceana.
Organizmi zahtijevaju vodu bogatu hranjivim tvarima, na temperaturi između 6 i 14 °C. Poznati su po velikoj brzini rasta; rodovi Macrocystis i Nereocystis mogu narasti i do 50 centimetara dnevno, pa dosegnu konačnu veličinu od 30 do 80 metara.

## Porodice
1. Akkesiphycaceae H. Kawai & H. Sasaki
2. Alariaceae Setchell & Gardner, 1925
3. Chordaceae Dumortier, 1822
4. Costariaceae
5. Laminariaceae Bory, 1827
6. Lessoniaceae Setchell & Gardner, 1925
7. Pseudochordaceae

## Morfologija
Kod većine kelpa talus se sastoji od listolikih struktura, koje se šire sa "stabljike". Sustav malih korijenčića omogućuje kelpu da se pričvrsti za oceansku podlogu. Američke vrste, kao što je Nereocystis lueteana, sadrže mjehuriće ispunjene zrakom (pneumatociste), koji se nalaze na početku listova blizu stabljike. Oni uspravljaju stabljiku kelpa prema površini.

## Rast i razmnožavanje
Kelp počinje rasti u podnožju meristema, gdje se listovi i stabljika sastaju. Rast može biti ograničen djelovanjem ježinaca. Životni ciklus kelpa uključuje stadije diploidnog sporofita i haploidnog gametofita. Haploidna faza počinje kada zreli organizam otpusti velik broj spora, koje klijaju, pa postanu muški ili ženski gametofit. Iz spolnog razmnožavanja proizlazi stadij diploidnog sporofita, koji se razvija u zrelu jedinku.

## Zaštita
Čovjek može dosta utjecati na degradaciju šuma kelpa. Prekomjerni ribolov u ekosustavima u blizini obale dovodi do prevelikog porasta populacija biljojednih životinja. To lako može dovesti do toga da šuma kelpa postane gola zemlja s vrlo malim brojem živih vrsta. Osim prekomjernog lova, velike prijetnje staništima ovih algi su zagađenje vode, skupljanje kelpa, klimatske promjene i invazivne vrste.

## Galerija
- Ecklonia cava
- Saccharina latissima, Laminaria digitata i Laminaria hyperborea
- Saccharina latissima
- Macrocystis pyrifera
- Laminaria hyperborea